# Jan Sýkora
Jan Sýkora (5 de março de 1998) é um futebolista tcheco que atua como meia. Atualmente joga pelo Slovan Liberec.

## Carreira

### Seleção Tcheca
Sýcora teve sua primeira convocação pela seleção principal da República Tcheca para disputa de um amistoso contra a seleção da Armênia depois de um tempo novamente foi convocado dessa vez para disputa das Eliminatórias da Copa do Mundo FIFA de 2018 contra a seleção da Irlanda do Norte a convocação aconteceu em agosto de 2016.